# Love or Leave

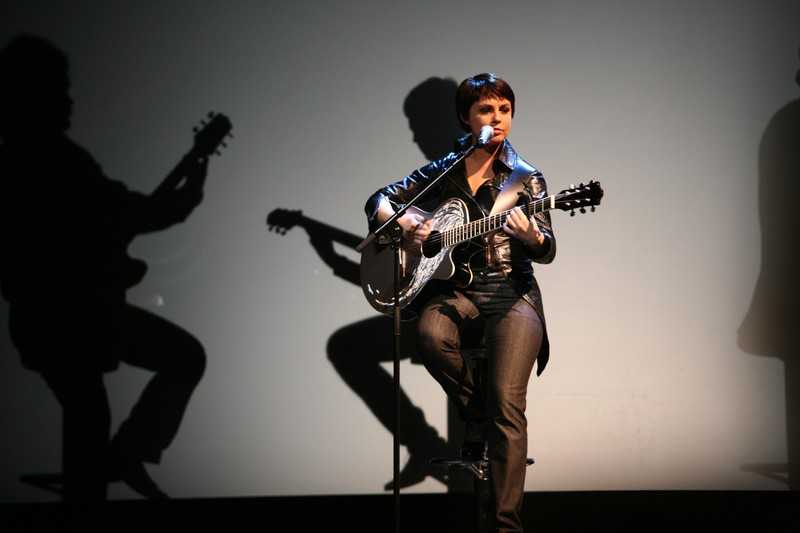
Konkurs Piosenki Eurowizji 2007. Litwa: 4fun i Julija Ričik - "Love or Leave".

Love or Leave – utwór litewskiego zespołu muzycznego 4Fun wydany w formie singla w 2007 roku. Utwór napisała liderka i wokalistka grupy, Julija Ritčik. Piosenka została umieszczona na płycie studyjnej zespołu zatytułowanej Dėlionė/A Puzzle, wydanej 28 kwietnia 2009 roku.
W 2007 roku utwór wygrał finał litewskich eliminacji eurowizyjnych, dzięki czemu reprezentował Litwę w 52. Konkursie Piosenki Eurowizji organizowanym w Helsinkach. Dzięki zajęciu miejsca w pierwszej dziesiątce przez zespół LT United podczas konkursu w 2006 roku, reprezentanci nie musieli brać udziału w półfinale i mieli gwarantowane miejsce w finale widowiska. 12 maja utwór został zaprezentowany przez zespół w finale konkursu i zajął w nim dwudzieste pierwsze miejsce z dorobkiem 28 punktów, w tym m.in. maksymalnej liczby 12 punktów z Irlandii.
Utwór został wydany też w litewskojęzycznej wersji językowej jako „Mėlyna žvaigždė”.

## Lista utworów
CD single
1. „Love or Leave” – 3:03
2. „Mėlyna žvaigždė” – 3:02
3. „Love or Leave” (Lounge Remix) – 4:39
4. „Love or Leave” (House Remix) – 4:27